# Georges Perec
Georges Perec (Párizs, 1936. március 7. – Ivry-sur-Seine, 1982. március 3.) francia író, az Oulipo társaság tagja, amely társaság művei matematikai, formai és irodalmi ellentétek használatára alapozódott.

## Élete
1936. március 7-én született Párizs 19. kerületében. Apja, Icek Perec (1909-1940), és anyja, Cyrla Szulewicz (1913-1943), lengyel származású zsidók voltak, 1934-ben házasodtak össze. 
Apját 1940 júniusában megölték a fronton, anyja és ő 1941-ben egy vöröskeresztes vonaton jutott el Villard-de-Lans-ba, ahol a háború hátralevő részét apai ágú rokonainál töltötte. Anyja 1943-ban, a deportálások során eltűnt. 1945-ben tért vissza Párizsba, ahol az apja nővére, Esther Bienenfeld, és férje vették oltalmukba. 1946-tól 1954-ig a Claude Bernard Gimnáziumban, majd az Étamp-i főiskolán tanult. 1949-ben pszichoterápiás kezelésre járt a híres pszichológusnőhöz, Françoise Dolto-hoz, 1956-ban pedig pszichoanalízisre Michel de M'Uzan-hoz.
1958-1959-ben töltötte sorkatonai szolgálatát Pau-ban, az ejtőernyősöknél. 1960-ban vette feleségül Paulette Pétras-t, majd a tunéziai Sfax városába utazott, ahonnan csak a következő évben tért vissza. 1962-ben neuropszichológiát dokumentált  a francia Nemzeti Tudományos Kutató Központban (Centre National de la Recherche Scientifique). 1965-ben elnyerte a Renaudot-díjat A dolgokért, majd 1967-ben belépett az Oulipo társaságba. 1976-ban keresztrejtvényeket gyártott heti rendszerességgel a Le Point nevű lapnak. 1978-ban készült el fő művével, a La Vie mode d'emploi-val, melynek zajos sikere lehetővé tette számára, hogy felmondjon korábbi munkahelyén, és életét teljes egészében az írásnak szentelhesse. Élete utolsó hat évét a filmes Catherine Binet mellett töltötte, akinek filmet is készített. 1982. március 3-án érte a halál, rákban hunyt el. Sírhelye Párizs legnagyobb temetőjében, a Père-Lachaise-ben található. Legtöbb írását csak halála után adták ki.

## Művei
- A Dolgok: történet a hatvanas évekből (Les Choses. Une histoire des années soixante, 1965, prix Renaudot)
- Quel petit vélo à guidon chromé au fond de la cour ? (Denoël, 1966)
- Az alvó ember (Un Homme qui dort, Denoël, 1967)
- La Disparition (Denoël, 1969)
- Petit traité invitant à la découverte de l'art subtil du go (Christian Bourgois, 1969)
- Les Revenentes (Julliard, 1972)
- Die Maschine (Reclam, Stuttgart 1972) (avec la collaboration d'Eugen Helmlé)
- Oulipo. Créations, Re-créations, récréations (Gallimard, collection Idées, 1972) (Raymond Queneau, Paul Fournel az Oulipo tagjai)
- Laterna obscura (La Boutique obscure. 124 rêves) (Denoël, 1973)
- Espèces d'espaces (Galilée, 1974)
- Ulcérations (oulipo-i könyvtár, 1974)
- W vagy a gyermekkor emlékezete (W ou le souvenir d'enfance, Denoël, 1975)
- Alphabets. Cent soixante-seize onzains hétérogrammatiques, (Galilée, 1976)
- Je me souviens. Les choses communes I, (Hachette, collection P.O.L., 1978)
- La Vie mode d'emploi. regény (Hachette, 1978, Médicis-díj)
- Les mots croisés, précédés de considérations de l'auteur sur l'art et la manière de croiser les mots (Mazarine, 1979)
- Un Cabinet d'amateur. Histoire d'un tableau (Balland, 1979)
- La Clôture et autres poèmes (Hachette, 1980)
- Ellis island: a bolyongás és a remény történetei (Récits d'Ellis Island. Histoires d'errance et d'espoir, INA/Éditions du Sorbier, 1980) (Robert Bober-rel együtt)
- Théâtre I (Hachette, 1980)

## Magyarul
- A dolgok. Történet a hatvanas évekből. Regény; ford., utószó Réz Pál; Európa, Bp., 1966 (Modern könyvtár)
- Az alvó ember. Regény; ford. Boldizsár Gábor, utószó Réz Pál; Európa, Bp., 1969 (Modern könyvtár)
- W vagy A gyerekkor emlékezete; ford. Bognár Róbert; Noran, Bp., 1996
- Laterna obscura. 124 álom; ford. Bognár Róbert; Noran, Bp., 1997
- Ellis Island. A bolyongás és a remény történetei; ford. Kádár Krisztina; Múlt és Jövő, Bp., 2003